# Mitford Old Manor House

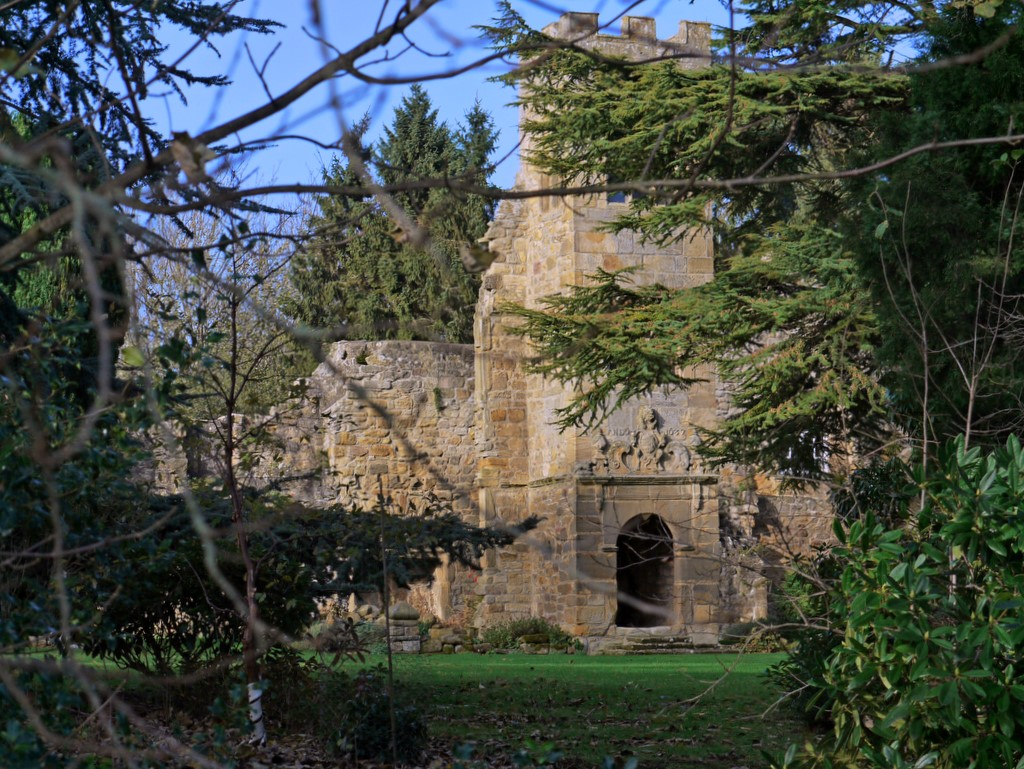
Ruine von Mitford Old Manor House

Mitford Old Manor House ist die Ruine eines Herrenhauses im Dorf Mitford in der englischen Grafschaft Northumberland. English Heritage hat es als historisches Bauwerk II*. Grades gelistet. Die Grundherrschaft Mitford gehörte seit dem Mittelalter der Familie Mitford.
Das Herrenhaus stand, angrenzend an die alte Kirche Maria Magdalena, auf dem Ostufer des River Wansbeck. Die umfangreichen Ruinen sind die Überreste des Hauses aus dem 16. Jahrhundert und eines vorgesetzten Turms von etwa 1637.
Das ursprüngliche Haus ließ die Familie Mitford um 1810 größtenteils abreißen und neu bauen. Bereits 1828 gab die Familie das Haus auf, als sie ihr neues Landhaus, Mitford Hall, in einem Park auf der anderen Flussseite bezogen. Im 20. Jahrhundert entstand aus den Resten des Küchenflügels von Mitford Old Manor House ein modernes Wohnhaus.

## Quelle und Weblinks
- Manor House and Adjacent Ruins. Historic England. English Heritage. Abgerufen am 20. Juli 2016.

Koordinaten: 55° 9′ 50″ N, 1° 44′ 16″ W